# Уазийи
Уазийи́ (фр. Oisilly) — коммуна во Франции, находится в регионе Бургундия. Департамент коммуны — Кот-д’Ор. Входит в состав кантона Мирбо-сюр-Без. Округ коммуны — Дижон.
Код INSEE коммуны — 21467.

## Население
Население коммуны на 2010 год составляло 141 человек.
| 1962 | 1968 | 1975 | 1982 | 1990 | 1999 | 2010 |
| ---- | ---- | ---- | ---- | ---- | ---- | ---- |
| 113  | 104  | 88   | 96   | 116  | 108  | 141  |

## Экономика
В 2010 году среди 100 человек трудоспособного возраста (15—64 лет) 79 были экономически активными, 21 — неактивными (показатель активности — 79,0 %, в 1999 году было 72,7 %). Из 79 активных жителей работали 76 человек (42 мужчины и 34 женщины), безработных было 3 (3 мужчин и 0 женщин). Среди 21 неактивных 7 человек были учениками или студентами, 6 — пенсионерами, 8 были неактивными по другим причинам.